# Пепьё
Пепьё (фр. Pépieux) — коммуна во Франции, находится в регионе Лангедок — Руссильон. Департамент коммуны — Од. Входит в состав кантона Пейрьяк-Минервуа. Округ коммуны — Каркасон.
Код INSEE коммуны — 11280.

## Население
Население коммуны на 2008 год составляло 977 человек.
| 1962 | 1968 | 1975 | 1982 | 1990 | 1999 | 2008 |
| ---- | ---- | ---- | ---- | ---- | ---- | ---- |
| 715  | 807  | 913  | 992  | 1041 | 949  | 977  |

## Экономика
В 2007 году среди 565 человек в трудоспособном возрасте (15—64 лет) 366 были экономически активными, 199 — неактивными (показатель активности — 64,8 %, в 1999 году было 63,5 %). Из 366 активных работали 306 человек (169 мужчин и 137 женщин), безработных было 60 (26 мужчин и 34 женщины). Среди 199 неактивных 34 человека были учениками или студентами, 75 — пенсионерами, 90 были неактивными по другим причинам.

## Достопримечательности
- Дольмен
- Церковь Сент-Этьен
- Замок Пепьё
- Оборонительные укрепления

## Фотогалерея

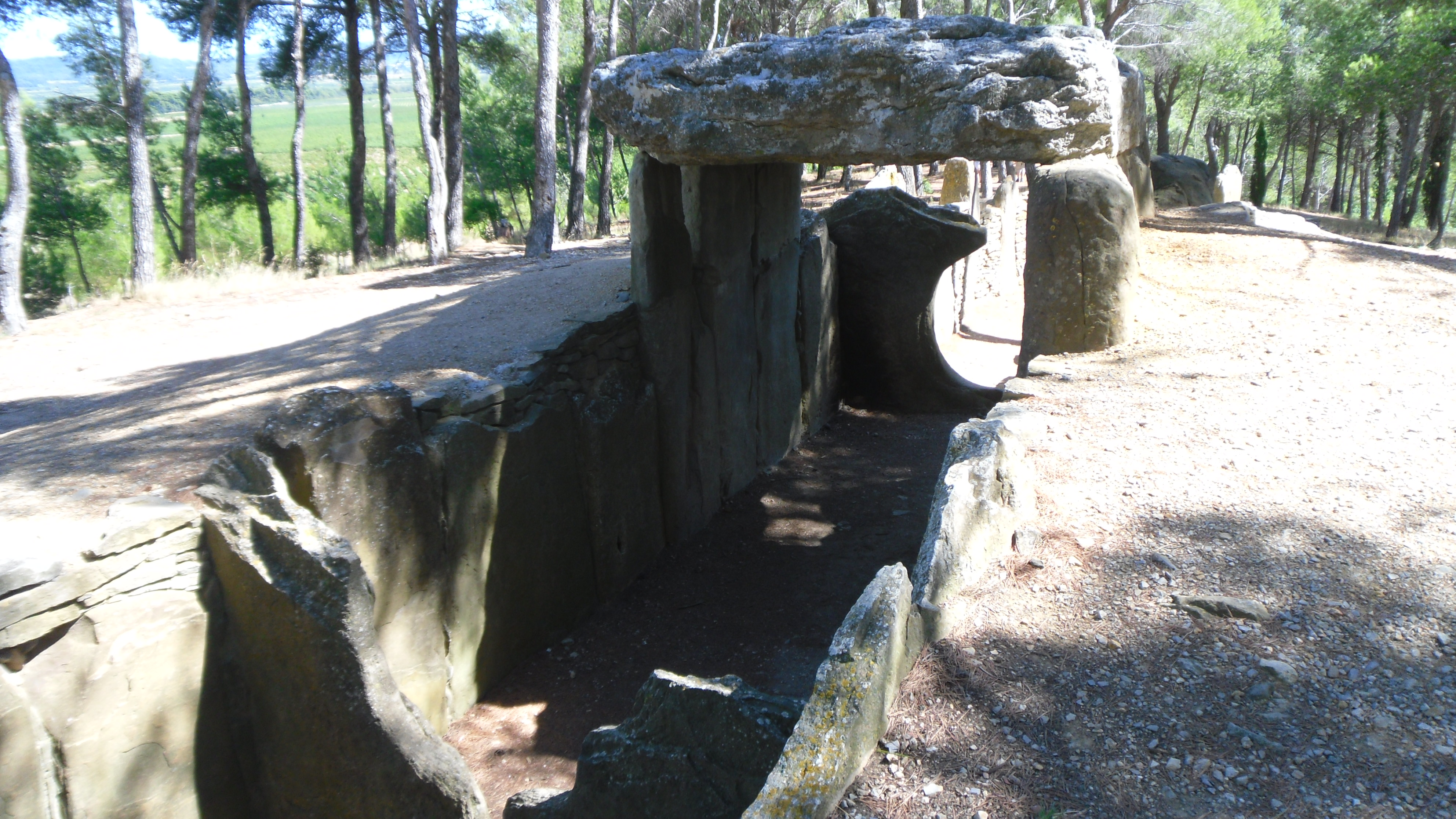
Дольмен
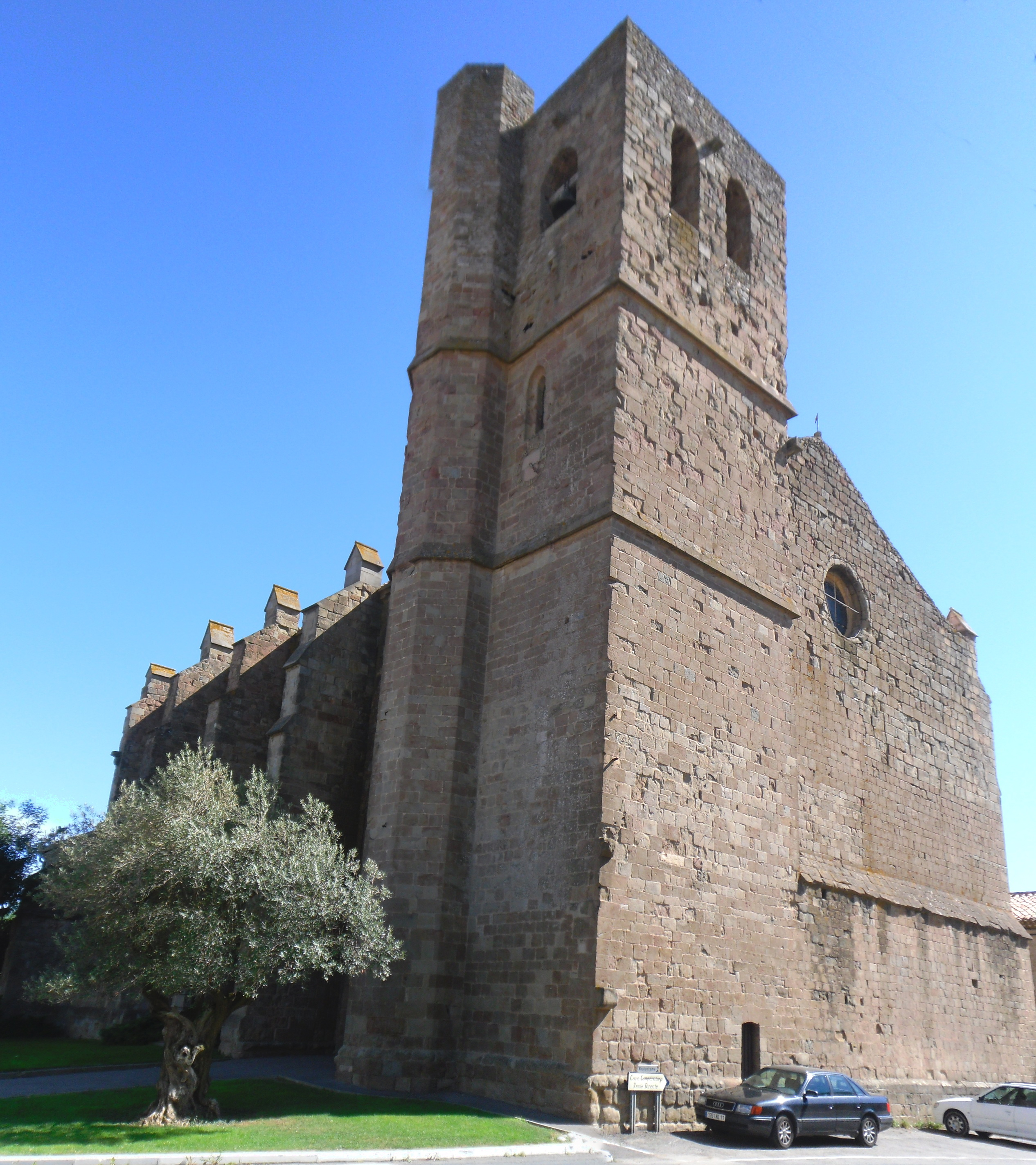
Церковь Сент-Этьен
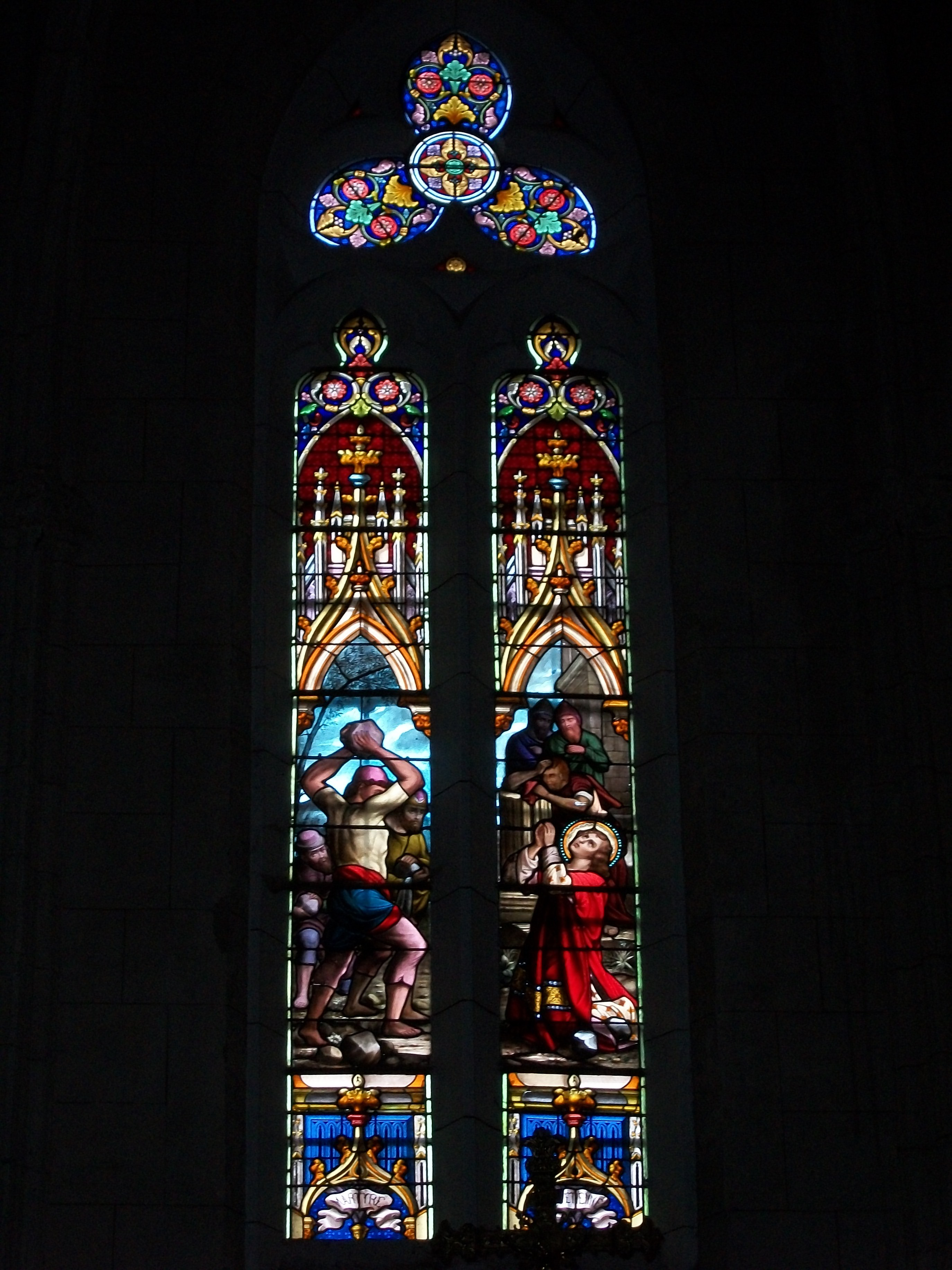
Витраж в церкви